# 荒唐分局 (第四季)
《荒唐分局》第四季（英語：Brooklyn Nine-Nine Season 4）由丹·戈爾與邁克爾·舒爾共同開創，在2016年9月20日至2017年5月3日間於FOX首播，全季共22集。故事以紐約布魯克林區虛構的99分局為背景，描繪分局警探辦案過程的日常笑料。

## 製作
本季於2016年3月24日獲得續訂，並在2017年5月12日宣布續訂第5季。2016年8月8日，FOX於電視評論家協會上宣布本劇將與《俏妞報到》共同製作週二喜劇夜的「一小時交叉特別集」。

### 選角
2016年7月29日，宣布曾與山伯格於《周六夜現場》合作過的瑪亞·魯道夫將客串本劇，並飾演傑克與霍爾特在證人保護計畫中的美國執法官聯繫人。8月5日，宣布肯·馬利歐將客串2集飾演99分局的臨時新任總警司。9月2日，宣布《公園與游憩》吉姆·歐海爾將客串飾演一名警察。9月9日，宣布艾力克·羅勃茲將客串飾演窮凶惡極的黑幫老大吉米·費吉斯。10月12日，宣布《紐約重案組》吉米·史密茲將於感恩節集數客串飾演艾美的父親。12月15日，宣布克雷格·羅賓森將第4度客串本劇，飾演原角色「龐帝克大盜」道格·朱迪，並於第4季一小時季中完結集登場。
2017年2月7日，宣布《靈書妙探》奈森·菲利安將客串一名在警匪劇中飾演警探的男演員馬克·戴佛羅。2月14日，宣布《驚世狂花》吉娜·葛森將飾演一名惡名昭彰、負責紐約警署最菁英的特遣部隊的中尉梅蘭妮·霍金斯。4月3日，宣布《LOST檔案》L·斯科特·考德威爾將飾演霍爾特的母親拉芙恩。4月13日，宣布雷恩·菲利普將客串飾演與吉娜有潛在發展情愫的米爾頓，並將在第4季一小時季終的第一部分登場。

## 演員陣容

### 主要演員
- 安迪·山伯格 飾演 傑克·普拉塔
- 史蒂芬妮·碧翠絲 飾演 蘿莎·迪亞茲
- 泰瑞·克魯斯 飾演 泰瑞·傑福茲
- 梅麗莎·弗莫洛 飾演 艾美·聖蒂亞可
- 喬·洛·特魯格里奥 飾演 查爾斯·波伊爾
- 雀兒喜·柏瑞蒂 飾演 吉娜·林內蒂
- 安德魯·布瑞格 飾演 雷·霍爾特
- 迪爾克·布洛克（英语：Dirk Blocker） 飾演 邁克爾·希區考克
- 喬爾·麥金農·米勒（英语：Joel McKinnon Miller） 飾演 諾姆·史考利

### 常設演員
- 肯·馬利歐 飾演 傑森·史丹利
- 吉姆·歐海爾（英语：Jim O'Heir） 飾演 雷諾斯
- 瑪亞·魯道夫（英语：Maya Rudolph） 飾演 凱倫·哈斯
- 金柏莉·喜伯特·格瑞戈里（英语：Kimberly Hebert Gregory） 飾演 薇朗妮卡·哈普金斯
- 傑森·曼薩凱斯（英语：Jason Mantzoukas） 飾演 阿德利安·皮曼托
- 吉娜·葛森（英语：Gina Gershon） 飾演 梅蘭妮·霍金斯
- 安東尼奧·勞爾·科寶 飾演 尼可拉吉·波伊爾

### 特別客串
- 柔伊·黛絲香奈 飾演 潔西卡·戴伊
- 克雷格·羅賓森（英语：Craig Robinson (actor)） 飾演 道格·朱迪

### 客串演員
- 吉米·史密茲 飾演 維多·聖蒂亞可
- 麥特·華許（英语：Matt Walsh） 飾演 羅漢克警探
- 凱爾·柏海莫 飾演 泰迪·威爾斯
- 瑪莉·琳·拉姬斯卡布 飾演 珍娜薇芙·米倫-卡特
- 馬克·伊凡·傑克遜（英语：Marc Evan Jackson） 飾演 凱文·科茲納
- 弗雷德·梅拉梅德（英语：Fred Melamed） 飾演 D·C·帕洛夫

## 集數
| 總集數 | 集數 （季） | 標題                               | 導演             | 編劇                            | 首播日期       | 製作 代碼 | 美國收視人數 （百萬） |
| --- | ----------- | ---------------------------------- | ---------------- | ------------------------------- | -------------- | --------- | --------------------- |
| 69 | 1           | 珊瑚棕櫚（上） Coral Palms Pt. 1   | 邁克爾·麥當勞    | 丹·戈爾                         | 2016年9月20日  | 401       | 2.39                  |
| 霍爾特與傑克化名為葛瑞格與萊瑞，於佛羅里達州珊瑚棕櫚展開新生活，而霍爾特發現一開始極度不適應的傑克表面上開始步入正軌，實則暗中調查吉米·費吉斯。為了安全起見，霍爾特沒收了傑克的調查檔案，這讓傑克決定進入霍爾特工作的遊樂場，並搶走副經理職位以阻擋霍爾特獲得升職好取回檔案，殊不知，兩人出糗的畫面被一名女子喬丹拍下，而陷入身分曝光危機。傑克利用計謀掉包了喬丹的手機，而以為計畫失敗的霍爾特責難了傑克，更表示不想與傑克共處，這使傑克相當失望。最後，「萊瑞」辭職而「葛瑞格」獲得了升職，但霍爾特隨即意識到這不是他要的生活，因此他決定找回傑克，並企圖將吉米·費吉斯引來佛羅里達。 未登場：史蒂芬妮·碧翠絲 飾演 蘿莎·迪亞茲、泰瑞·克魯斯 飾演 泰瑞·傑福茲、梅麗莎·弗莫洛 飾演 艾美·聖蒂亞可、喬·洛·特魯格里奧 飾演 查爾斯·波伊爾、雀兒喜·柏瑞蒂 飾演 吉娜·林內蒂、迪爾克·布洛克 飾演 邁克爾·希區考克、喬爾·麥金農·米勒 飾演 諾姆·史考利 客串：喬馬·塔昆 飾演 泰勒、蕾雅·皮爾蒙 飾演 艾絲黛爾、貝西·索達蘿 飾演 喬丹·卡夫頓、瑪亞·魯道夫 飾演 美國執法官凱倫·哈斯 |             |                                    |                  |                                 |                |           |                       |
| 70 | 2           | 珊瑚棕櫚（中） Coral Palms Pt. 2   | 川特·歐當諾      | 翠西亞·麥克艾爾品               | 2016年9月27日  | 402       | 2.34                  |
| 傑克與霍爾特決定購買槍枝好保護自己，結果他們卻遇上警察攔檢而被帶回警局。個性隨興的傑森上任99分局新總警司，而艾美對傑森的能力相當質疑，因此決定向上層反應，但獲得傑森批准能夠雇用助理的吉娜，利用傑森的寬裕來賄賂大家以放棄加入艾美的請願。傑克與霍爾特遭到拘留，而霍爾特決定向雷諾斯道出實情，結果在他們致電凱倫時，卻發現費吉斯已綁架了凱倫。在艾美孤軍奮戰下，罪惡的泰瑞決定帶領大家收回傑森特赦的好處，並要傑森學會對他們無理的請求說不。情急的傑克與霍爾特決定利用雷諾斯的老舊思想，使雷諾斯落入圈套，好成功逃獄，隨後，霍爾特被傑克說服並向99分局的同仁請求支援，而就在泰瑞一行人向傑森要求批准他們前往佛羅里達支援時，傑森卻在這時對眾人說不。 客串：肯·馬利歐 飾演 傑森·史丹利總警司、吉姆·歐海爾 飾演 雷諾斯警長、艾絲特·波維斯基 飾演 艾蜜莉、瑪亞·魯道夫 飾演 美國執法官凱倫·哈斯 |             |                                    |                  |                                 |                |           |                       |
| 71 | 3           | 珊瑚棕櫚（下） Coral Palms Pt. 3   | 佩曼·班茲        | 賈斯汀·諾寶                     | 2016年10月4日  | 403       | 2.40                  |
| 葛瑞格與萊瑞遭到通緝，而99分局的同仁不顧傑森的命令，堅持前往羅佛里達支援傑克與霍爾特。傑克和霍爾特在逃跑途中，霍爾特的腳不小心被鋼筋刺穿，與此同時，99分局的同仁也終於排除萬難，來到珊瑚棕櫚。傑克和艾美在時隔六個月後重逢，但兩人的關係變得尷尬，至於霍爾特則因行動不便而與吉娜留在倉庫待命。傑克計畫將吉米引到遊樂場，在大家擊敗吉米的手下後，正當傑克成功追捕到吉米時，雷諾斯警長卻突然出現欲逮捕「萊瑞」到案，導致吉米趁亂挾持了傑克。擺脫狀況外的珊瑚棕櫚警員後，艾美緊跟其後，並開槍射了傑克以分散吉米的注意。就在吉米準備駕車逃逸時，臨時趕到的霍爾特與吉娜開著貨車撞了吉米，並成功將吉米逮捕歸案。最後，由於99分局同仁違背了傑森的命令，因此傑森處罰泰瑞一行人必須值夜班。 客串：肯·馬利歐 飾演 傑森·史丹利總警司、吉姆·歐海爾 飾演 雷諾斯警長、艾力克·羅勃茲 飾演 吉米·費吉斯 |             |                                    |                  |                                 |                |           |                       |
| 72 | 4           | 夜班 The Night Shift               | 崔斯特姆·薛皮洛  | 麥特·莫里                       | 2016年10月11日 | 404       | 2.13                  |
| 傑克與沃爾特回歸99分局後，值夜班的傑克決定和波伊爾攜手偵破夜班案件，但腳受傷的傑克，加上有了孩子的波伊爾，這讓他們偵破案件的速度下降。霍爾特為了讓大夥們振作，因此設法讓同事們開心起來，但大家卻因值夜班的疲憊感而不領情。艾美發現蘿莎欺騙自己，導致她必須獨自處理夜班成堆的文書作業，就在艾美質問蘿莎時，蘿莎眼角泛淚的坦言自己正在約定的地點等待著皮曼托的歸來，這使曾與傑克分離多月的艾美心有戚戚焉，並決定支持蘿莎。波伊爾為了照顧養子而無法出任務，使得傑克不得不獨自拄著拐杖追捕嫌犯，並在路上徵用了潔絲駕駛的施密特母親的轎車，但最終仍跟丟了嫌犯。泰瑞等人在了解霍爾特的用心與和他們處在同樣的心境後，決定試著與霍爾特一起保持樂觀；而傑克在羅漢克的提點下，意識到自己應該多為波伊爾開心，並決定多和波伊爾的養子相處。 特別客串：柔伊·黛絲香奈 飾演 潔西卡·戴伊 客串：麥特·華許 飾演 羅漢克警探 註：本集與《俏妞報到》第6季第4集「返校同窗會」為一小時交叉特別集！ |             |                                    |                  |                                 |                |           |                       |
| 73 | 5           | 萬聖節怪客 Halloween IV            | 克萊兒·史坎倫    | 菲爾·奧加斯塔·傑克森            | 2016年10月18日 | 405       | 2.05                  |
| 來到第四屆萬聖節爭奪戰，這次傑克、霍爾特與艾美三人將角逐冠軍。艾美選擇蘿莎成為隊員，而霍爾特為了破壞傑克的計畫，搶先挑走了查爾斯，加上泰瑞不願參加爭奪戰，因此傑克選擇了吉娜成為同盟，並安排希區考克與史考利監視泰瑞，以防艾美事件再次重演。傑克事先找來與查爾斯長得相像的比爾擔任查爾斯的替身，然而因計畫被霍爾特打亂，於是比爾假扮成吉娜，好讓大家鬆懈，而吉娜便趁機偷走獎牌，殊不知，吉娜卻意外撞到牆壁而掉了兩顆門牙，並中途退出比賽。艾美叫來一堆比薩外送員，讓分局陷入混亂，而蘿莎便趁機混入偷取獎牌，隨後，霍爾特因觀察艾美入微，而利用家犬切達叼走艾美藏匿的獎牌，接著，傑克利用友情套查爾斯的話，並偷走了霍爾特的獎牌。然而，當三人相互攤牌時，卻發現彼此都握有獎牌，此時，他們發現似乎是泰瑞暗中搞鬼，於是來到問話室審問泰瑞，但泰瑞堅稱自己並未參與。此時，問話室被反鎖，並揭露這一切都是吉娜一手精心策畫。 客串：溫斯頓·史都瑞 飾演 比爾 |             |                                    |                  |                                 |                |           |                       |
| 74 | 6           | 壁櫥裡的怪物 Monster in the Closet | 妮莎·嘉娜卓      | 安德魯·加斯特                   | 2016年11月15日 | 407       | 2.18                  |
| 尼可拉吉害怕的表示衣櫥裡有怪物，而當查爾斯打開衣櫥時，意外驚見阿德利安躲在衣櫥內。重逢的蘿莎與阿德利安在激情過後，決定繼續完成他們尚未完成的婚禮，而擔任婚禮策畫師的艾美僅有14小時能夠準備。傑克與吉娜陪同阿德利安前去當舖贖回其祖母的耳環，好使蘿莎可帶著那對耳環出席婚禮，然而當他們三人抵達當舖時，卻發現當鋪遭到火災侵襲。阿德利安認為這是宇宙想告訴他不該結婚的徵兆，而傑克為了讓婚禮能夠順利進行，三人找到了當舖老闆娘的住家，並暗中從當舖老闆娘家中偷回了阿德利安祖母的耳環。在艾美籌畫婚禮的同時，蘿莎喝醉了酒，於是艾美分別安排查爾斯與泰瑞讓蘿莎醒酒，結果兩人卻都被蘿莎說服一同沉溺於酒精。在返家的路上，傑克的車子拋錨，這又再次讓阿德利安認為這是宇宙想傳遞給他不該結婚的徵兆，隨後，他們發現了機場，並終於順利地回到了99分局。傑克與艾美在婚禮前一刻意識到其實蘿莎與阿德利安可能都還不想結婚後，他們試著指點兩人，而兩人也決定推遲婚禮。 客串：傑森·曼薩凱斯 飾演 阿德利安·皮曼托、塔拉·卡珊 飾演 瑪拉·希普利歐尼 |             |                                    |                  |                                 |                |           |                       |
| 75 | 7           | 艾美的老爸 Mr. Santiago            | 艾力克斯·里德    | 尼爾·坎貝爾                     | 2016年11月22日 | 408       | 2.19                  |
| 感恩節到來，艾美的父親維多前來布魯克林拜訪，而傑克為了給予維多好印象，私下製作了一本有關維多的個人檔案。查爾斯訂了一隻活火雞，並打算在艾美家宰殺火雞好烹煮感恩節大餐，然而吉娜與蘿莎卻因不忍親眼目睹火雞宰殺的過程，而綁架了火雞。阿德利安尚無法重回警職，因此霍爾特借了錢給阿德利安，好讓阿德利安能夠考取私人偵探執照，殊不知，阿德利安為了能盡早還霍爾特錢，而將錢拿去下狗狗比賽賭注。傑克以個人檔案上的資訊成功獲得維多的喜愛，然而維多卻意外發現了傑克製作的檔案，並刻意讓傑克出糗，隨後，坦白自己也做了一本有關傑克的個人檔案，並認為傑克配不上艾美。在吉娜釋放火雞導致一陣混亂時，艾美知悉傑克與維多相處不融洽，因此表示身為女性的她擁有自我主權，不甘被傑克與維多左右。最後，傑克與維多共同破了一件懸著20年的搶劫案，而維多雖然對傑克感到不滿意，但他支持艾美的選擇，而阿德利安下注的狗狗則意外成為狗狗比賽冠軍。 客串：傑森·曼薩凱斯 飾演 阿德利安·皮曼托、吉米·史密茲 飾演 維多·聖蒂亞可 |             |                                    |                  |                                 |                |           |                       |
| 76 | 8           | 粉絲與偶像 Skyfire Cycle           | 邁克爾·麥當勞    | 大衛·菲利浦斯                   | 2016年11月29日 | 406       | 2.34                  |
| 泰瑞視當年寄書鼓勵自己的《天火循環》小說作家D·C·帕洛夫為偶像，如今帕洛夫卻遭到黑函威脅，於是傑克決定拿下該案，好一圓泰瑞與偶像見面的機會。吉娜不滿波伊爾家族出遊的行程，因此決定說服波伊爾家族，並與查爾斯展開遊說表親的戰爭。霍爾特與凱文為了電視上的一個節目引發數學問題的爭論，而艾美試圖向霍爾特解釋凱文的理論，至於蘿莎則認為這是因值夜班而使霍爾特與凱文相聚時間銳減導致。在傑克與泰瑞合作尋找威脅帕洛夫嫌犯的過程中，傑克意外發現威脅信上的字跡，與泰瑞書上帕洛夫的字跡完全相似，因此懷疑是帕洛夫自導自演。在追問帕洛夫後，泰瑞這才得知其實帕洛夫根本無暇關心粉絲，而泰瑞書上那段鼓勵的話，其實是帕洛夫的前助理替自己代筆所寫，這使泰瑞極度失望，但卻也偵破了案件。吉娜成功說服了波伊爾一家人，殊不知，這也讓她融入了波伊爾家族，而此結果亦未讓查爾斯全盤皆輸。最後，霍爾特接受了蘿莎的建言，而泰瑞也了解到自己的成功，是靠自己奮鬥而來，而不需一個偶像來推動自己。 客串：馬克·伊凡·傑克遜 飾演 凱文·科茲納、艾瑞克·艾道史坦 飾演 柯特·歐瓦普、弗雷德·梅拉梅德 飾演 D·C·帕洛夫 |             |                                    |                  |                                 |                |           |                       |
| 77 | 9           | 做過頭 The Overmining              | 迪恩·霍蘭德      | 盧克·戴爾·翠帝夏                | 2016年12月6日  | 409       | 2.31                  |
| 傑森弄丟了大毒梟案的重要證物，這讓傑克相當興奮，並打算藉機讓傑森遭到調職處分，但霍爾特秉著良心阻止了傑克。泰瑞未能通過中尉考試，而分局內的警探又不服從他的命令，這讓他心情低落，認為沒人尊敬自己，於是艾美決定支持泰瑞好打倒一直和泰瑞作對的吉娜。傑克得知傑森因搞砸毒梟案恐將被留職在99分局後，他決定假裝接受霍爾特的教誨，好說服霍爾特聯合傑森一同調查毒梟案，使傑森能夠升職回警校。吉娜堅持不服從上層的節能宣導要求，並與泰瑞對峙，看不下去的艾美私下要吉娜順泰瑞的意，殊不知，吉娜其實早已知悉泰瑞未通過中尉考試，而這一切也都在吉娜的計畫之中。傑森搞砸了傑克與霍爾特的臥底行動，但霍爾特也從中獲取到追捕大毒梟的重要資訊，而在警方進行攻堅行動時，傑森意外阻止了逃跑的大毒梟，讓毒梟案宣告終結。傑森坦言自己終於找回了自信，並決定待在99分局大家族，這讓傑克功虧一簣，然而，受不了的霍爾特竟刻意找來一群記者參加傑森獲頒勳章的典禮，並使得傑森因不適宜的言行而出糗。查爾斯與蘿莎沉浸在享受腳底按摩的歡悅中，然而他們卻發現該腳底按摩店竟暗中進行非法洗錢活動，在內心掙扎過後，兩人最終還是選擇揭發該店並逮捕嫌犯歸案。最後，泰瑞終於想到辦法打敗吉娜，並重拾自信，而霍爾特與傑克等人也終於結束夜班生活重回日班。 客串：肯·馬利歐 飾演 傑森·史丹利總警司                        |             |                                    |                  |                                 |                |           |                       |
| 78 | 10          | 拉脫維亞隊長 Captain Latvia        | 傑法·馬穆德      | 馬特·勞頓                       | 2016年12月13日 | 410       | 2.15                  |
| 查爾斯一心想滿足尼可拉吉想獲得拉脫維亞隊長玩具的聖誕節願望，而傑克決定幫助查爾斯。霍爾與99分局其他同仁設法在聖誕歌比賽上，打敗大都會運輸署，甚至考慮讓一名嗓音不錯的醉漢加入團隊。 客串：瑪莉·琳·拉姬斯卡布 飾演 珍娜薇芙·米倫-卡特、蘭斯·巴柏 飾演 派翠克 |             |                                    |                  |                                 |                |           |                       |
| 79 | 11          | 逃亡者（上） The Fugitive Pt. 1    | 蕾貝卡·亞瑟      | 卡蘿·柯爾布                     | 2017年1月1日   | 411       | 3.49                  |
| 一台載著九名罪犯的囚車意外在布魯克林翻覆，而罪犯們因此潛逃，與此同時，傑克與艾美為該入住誰家作為同居之處所困，於是兩人決定以此案件做打賭，若是一方追捕到的嫌犯比對方多，輸者將搬到對方家同居。與傑克搭檔的泰瑞以過來人的身分，決定幫助傑克贏得賭注，而和艾美搭檔的查爾斯則為了讓傑克和自己家的距離能夠更加靠近，而選擇全力幫助艾美。一名外籍女子為囚車翻覆的目擊證人，然而因語言不通導致霍爾特與蘿莎不斷在猜想她究竟想說什麼，而他們最終發現原來外籍女子看見了其中一名逃犯潛入下水道。傑克與艾美雙方包夾了下水道裡的逃犯，而傑克為了讓艾美能夠如願，而選擇讓艾美在這場賭注中勝出。殊不知，原來下水道裡的逃犯並非真正的逃犯，而是遭到逃犯威脅而刻意發生車禍的囚車司機，而傑克得知此逃犯喬治為道格的無血緣關係的兄弟後，決定找出道格，好攜手揪出喬治。 特別客串：克雷格·羅賓森 飾演 道格·朱迪 客串：馬肖恩·林奇 飾演 自己、查爾斯·貝克 飾演 喬治·朱迪 |             |                                    |                  |                                 |                |           |                       |
| 80 | 12          | 逃亡者（下） The Fugitive Pt. 2    | 萊茵·凱斯        | 賈斯汀·諾寶 潔西卡·波倫斯基     | 2017年1月1日   | 412       | 3.49                  |
| 霍爾特對於傑克因和道格攜手而輕易答應將豁免道格所犯下的罪行後勃然大怒，同時亦對道格保持警戒，但傑克仍堅信自己和道格建立起的兄弟情誼。泰瑞與蘿莎一同到醫院調查逃犯的蹤跡，然而面對蘿莎的身手矯健，泰瑞自覺自身的體力已不若以往，更為自己要配戴老花眼鏡一事感到難以接受。查爾斯意外發現99分局的同仁們彼此間都有各個不同的同事群組聊天室，然而自己卻被排除在外，並對此感到生氣又傷心，心軟的艾美因此決定讓查爾斯加入，但查爾斯令人詬病的訊息數量讓艾美與吉娜忍無可忍，而決定教導查爾斯如何正確地回覆訊息。霍爾特與傑克和道格一同展開臥底行動，然而霍爾特一直提防道格，認為道格會像之前那樣擺警方一道，就在三人追蹤到修車廠時，好不容易發現喬治蹤影的霍爾特與傑克，竟眼睜睜的看著道格再次背叛警方，駕車與喬治揚長而去，這讓深信兩人已成好友的傑克極度失望。霍爾特與傑克追蹤到朱迪兄弟的蹤跡，然而就在喬治打算了結傑克時，道格意外地敲昏了喬治，並因此協助警方將喬治逮捕歸案。最後，霍爾特對傑克與道格刮目相看，並對於自己的不信任向兩人道歉，道格也獲得檢方的豁免重獲自由，泰瑞則意識到自己的警探能力尚在，同時他也得敞開心胸接受年齡的增長，至於吉娜則在教會查爾斯如何回覆訊息後，意外被一台巴士撞上而生死未明。 特別客串：克雷格·羅賓森 飾演 道格·朱迪 客串：查爾斯·貝克 飾演 喬治·朱迪 |             |                                    |                  |                                 |                |           |                       |
| 81 | 13          | 稽查 The Audit                     | 貝絲·麥卡錫·米勒 | 卡莉·海拉姆·塔許                | 2017年4月11日  | 413       | 1.91                  |
| 吉娜從公車車禍中倖存，並在休養兩個月後回歸99分局。由於布魯克林地區犯罪率下降，警察總署將進行稽查評估，以關閉整體評分最低的分局好開源節流，然而將對99分局進行評分的稽查員正是艾美的前男友泰迪。為了拯救99分局，傑克與艾美試圖討好泰迪，以彌補艾美當初以泰迪太過無趣而提出的分手，另一方面，泰瑞必須修好花費一大筆公帑購入的日本影印機，而查爾斯則負責處理局內的老鼠問題。最後，仍放不下艾美的泰迪決定撤出99分局稽查評估，而新稽查員卻是對泰瑞恨之入骨的前女友薇朗妮卡，而薇朗妮卡誓言要摧毀99分局。 客串：凱爾·柏海莫 飾演 泰迪·威爾斯、金柏莉·喜伯特·格瑞戈里 飾演 薇朗妮卡·哈普金斯、賈瑪·威廉森 飾演 瑞秋 |             |                                    |                  |                                 |                |           |                       |
| 82 | 14          | Serve & Protect                    | 邁克爾·舒爾      | 安德魯·加斯特 亞莉西絲·威爾金森 | 2017年4月18日  | 414       | 1.91                  |
| 傑克與蘿莎來到喜愛的警匪劇《服務與保護》片場，調查女演員凱西·辛克萊爾的筆電失蹤案，然而因製作人蓋瑞·拉麥斯誠摯的歡迎兩人，更有意讓兩人加入劇組擔任顧問，這讓欣喜終於如願跨界好萊塢的傑克，有失偵辦案件的專業。為了拯救99分局，查爾斯決定將薇朗妮卡可能公報私仇一事訴諸高層，因此偕同霍爾特有意接近葛雷森副局長，結果他們卻意外發現葛雷森的婚外情事。艾美與吉娜以審問泰瑞的方式，試圖了解他與薇朗妮卡間的關係究竟是哪個環節出了錯，而她們這才發現泰瑞的「暖男」舉動正是薇朗妮卡心結的禍根。蘿莎懷疑異常熱情歡迎他們的蓋瑞，但傑克不願相信，直到蘿莎找到了關鍵錄影檔，不過蓋瑞並非偷竊兇手，而是試圖掩蓋凱西的藥癮，這讓誤會他的傑克與蘿莎失去了與劇組合作的機會。起初查爾斯打算說服霍爾特以婚外情來威脅葛雷森，但查爾斯意識到這將有損霍爾特的信念而及時終止了此計畫，因為即便他們可能失去分局，也要活得坦蕩。最後，傑克與蘿莎發現偷竊筆電的小偷即是嫉妒凱西的男主角馬克·戴佛羅，而泰瑞向薇朗妮卡為過往無意傷害她的善意致歉，但卻為時已晚。 客串：奈森·菲利安 飾演 馬克·戴佛羅、金柏莉·喜伯特·格瑞戈里 飾演 薇朗妮卡·哈普金斯、葛瑞格·杰曼 飾演 蓋瑞·拉麥斯、凱莉·沙利文 飾演 凱西·辛克萊爾                                                                                              |             |                                    |                  |                                 |                |           |                       |
| 83 | 15          | 最後一搏 The Last Ride             | 琳達·曼陀莎      | 大衛·菲利浦斯                   | 2017年4月25日  | 415       | 1.88                  |
| 紐約警署將召開聽證會，以決定99分局與78分局的去留，而傑克與查爾斯決定最後一次搭檔，以偵破單車竊盜事件，殊不知，他們意外發現此案牽扯一樁紐約毒品集團案件，於是他們決定跟監與臥底，好挽救99分局的頹勢。艾美得知霍爾特一直在暗中擔任自己的導師，興奮的她，希望霍爾特能在這可能是最後一次同事的一天，傳授其所有的智慧與教導。礙於99分局恐將被關閉，警署不予以分配案件給分局，這讓一心想打破分局破案紀錄的泰瑞相當沮喪，而年資長的希區考克在得知自己是99分局破案數第一位後，開始感到驕傲。傑克未成功混入毒品集團，但查爾斯卻成功追蹤到毒品倉庫，不過他們的追緝行動恐來不及趕上聽證會，這表示即便如願破案，他們仍然無助挽救99分局。最後，蘿莎要泰瑞了解其幫助其他同仁破案的數量之多，個人破案數已無法全全代表他的努力，而一直對大家惡作劇的吉娜，其粉絲竟成為保住99分局的功臣。 |             |                                    |                  |                                 |                |           |                       |
| 84 | 16          | 哞哞 Moo Moo                       | 瑪姬·凱莉        | 菲爾·奧加斯塔·傑克森            | 2017年5月2日   | 418       | 1.72                  |
| 泰瑞打算獲得更多職責，因此在霍爾特的推薦下，決定申請市議會聯絡員的職位，與此同時，傑克與艾美為替泰瑞分擔責任，決定擔任泰瑞女兒們的保姆，結果兩人卻為該如何教育孩子而困擾。泰瑞在街上尋找女兒遺落的小被被，結果梅爾戴克警官卻因泰瑞的種族而認為他是可疑人士，直到確認泰瑞是名警察才擺脫質疑，這讓泰瑞感到氣憤。泰瑞原先想理性的和梅爾戴克解開誤會，然而他卻發現梅爾戴克是對自己不知道泰瑞也是執法人員而感到抱歉，並非因其種族歧視而有所歉意，這使氣憤的泰瑞決定投訴梅爾戴克。霍爾特認為泰瑞的投訴恐影響到其升職，因此回絕了泰瑞的投訴，這讓泰瑞極度失望。霍爾特認為泰瑞得爬到更高的位階，才有足夠的權力改變體系，但泰瑞眼前看到的，是種族歧視仍然橫行，這讓他不禁為女兒們的未來擔心，也對自己的警職似乎無助於幫助弱勢族群而感到失落。傑克與艾美起先想利用輕鬆的方式模糊泰瑞的女兒們對種族歧視議題的疑問，但他們最終選擇正視問題，讓泰瑞的女兒們了解種族歧視，並要她們堅信自身的良善價值。最後，霍爾特回想自己過往的經歷以及一路坐上總警司職位的艱辛歷程，他決定成為泰瑞的助力，即便泰瑞可能是因為如此而錯失了市議會聯絡員的職位，但他們仍為自己所做的正確決定感到驕傲。 客串：德斯蒙·哈靈頓 飾演 梅爾戴克警官、瑪莉·霍蘭德 飾演 翠西亞                                                |             |                                    |                  |                                 |                |           |                       |
| 85 | 17          | 知法犯法 Cop-Con                   | 吉歐瓦尼·藍帕西  | 安迪·戈許                       | 2017年5月9日   | 416       | 1.79                  |
| 99分局同仁前往羅徹斯特參加三州警局大會，而大家打算藉機盡情狂歡，但霍爾特卻因將參加入會競選，而要99分局同仁們必須安分守己。史考利在會上遇見了猶如女版的自己的辛蒂，而他認定辛蒂就是自己的真命天女，卻不知該如何表現，於是艾美與吉娜決定幫助史考利。為了不虛晃此行，傑克設法利用警察展上的發明，瞞著霍爾特，與99分局同仁及所有與會警職人員徹夜狂歡。霍爾特的假好人競爭對手傑弗瑞暗中拍下了99分局同仁狂歡的相片，並對霍爾特的簡報動了手腳，使得即便傑克等人試圖瞞著霍爾特修補一切，卻仍搞砸了霍爾特的競選演說。最後，霍爾特坦承自己傷心的並非入會失敗，而是99分局同仁共享的快樂時光總是獨缺他一人，於是傑克決定彌補霍爾特。 客串：奧黛麗·瓦西勞斯基 飾演 辛蒂·沙茨、安迪·達利 飾演 傑弗瑞·布榭 |             |                                    |                  |                                 |                |           |                       |
| 86 | 18          | 尋找艾美 Chasing Amy               | 盧克·戴爾·翠帝夏 | 馬特·勞頓                       | 2017年5月9日   | 417       | 1.44                  |
| 艾美因準備警長考試而壓力暴增，使得她情緒不穩，而傑克為了安撫艾美，決定讓艾美接受模擬考試，結果艾美在考完後，竟一聲不響地消失了。霍爾特與泰瑞為了讓來到警局的孩子能夠有玩具可以玩，於是一同組裝了火車模型，結果他們卻發現彼此的對火車模型的組裝要求有所分歧。吉娜收到波伊爾家族流傳已久的酵母，並對此嗤之以鼻，而吉娜決定趁機敲詐渴望酵母的查爾斯，殊不知卻無意間烤熟了酵母。傑克和蘿莎展開找尋艾美的行動，並決定以艾美的角度探索，兩人幾經波折，終於發現艾美的所在地。霍爾特與泰瑞展開火車模型組裝競爭，結果他們卻發現很多孩子對火車模型毫無興趣，因此兩人決定盡釋前嫌，一同分享對火車模型的熱愛。波伊爾家族因酵母事件，打算將吉娜與查爾斯驅除出波伊爾家族的社交圈，而吉娜為了查爾斯，逼不得已設法彌補一切。艾美表示自己的出走並非因模擬考成績欠佳，而是擔心自己和傑克的關係會因為職位的晉升而有所改變，因此才會來到兩人的定情地懷舊，而傑克要艾美勇敢追夢、不畏成功，且不管如何，他都會在背後支持艾美。 客串：莎拉·貝克 飾演 凱莉 |             |                                    |                  |                                 |                |           |                       |
| 87 | 19          | 法官大人 Your Honor                | 邁克爾·麥當勞    | 大衛·菲利浦斯 卡莉·海拉姆·塔許  | 2017年5月16日  | 419       | 1.65                  |
| 霍爾特總警司的母親拉芙恩·霍爾特法官自家遭到入室搶劫，而傑克在和霍爾特一同調查案件的同時，意外和拉芙恩成為朋友。艾美決定教導吉娜如何換輪胎，以證明女性的自助力，與此同時，泰瑞、蘿莎與查爾斯一同改造了休息室，卻引來希區考克與史考利的不滿。傑克與霍爾特將拉芙恩經常光顧之酒吧的一名男顧客設為嫌疑犯，然而傑克卻從拉芙恩口中得知，該名男子其實是她的交往對象，而霍爾特對此毫不知情。為了將該名男子除去嫌疑，傑克不得不將此事告訴霍爾特，這讓霍爾特相當不滿，認為母親欺瞞了自己，同時也參雜著對兩人關係之遠近的困惑。泰瑞等人發現新休息室確實有著缺點，且同仁們似乎也不太喜歡，因此在希區考克與史考利的幫助下，讓休息室恢復以往樣貌，至於原先表示排斥艾美教導的吉娜，則自學如何換輪胎。最後，在傑克成功破案後，霍爾特受到傑克的提點，決定增加與母親間的親密度，使母子關係更加靠近。 客串：L·斯科特·考德威爾 飾演 拉芙恩·霍爾特法官 |             |                                    |                  |                                 |                |           |                       |
| 88 | 20          | 屠殺場 The Slaughterhouse          | 小維多·內利      | 尼爾·坎貝爾                     | 2017年5月16日  | 420       | 1.37                  |
| 傑克與蘿莎不小心破壞了梅蘭妮·霍金斯中尉為期三個月的臥底行動，而視霍金斯為偶像的兩人，決定找到錯失的嫌犯以彌補自己的疏失。霍爾特不小心弄丟了艾美心愛的筆，但艾美卻並未生霍爾特的氣，這讓霍爾特相當不解。希區考克因史考利有了新歡辛蒂，而為兩人的友情不斷地陷入爭執，這讓泰瑞相當頭疼，並與查爾斯一同祭出許多管教孩子的方式來制止兩人。霍金斯向傑克與蘿莎提供了在「屠殺場」臥底行動中的職缺，起初兩人說好將拿出自己的專業集中於辦案，但最終還是演變成了一場競爭遊戲。霍爾特不希望自己成為令人畏懼的上司，因此要艾美適當地抒發自己的不滿，這讓艾美有了新的體驗。泰瑞與查爾斯一直無法讓希區考克與史考利停止爭執、重修舊好，因此吉娜只好出馬，用對待動物的方式馴服希區考克與史考利。傑克最終在捉捕汙點證人的行動中勝出，但他卻向霍金斯引薦期盼與女權領導共事的蘿莎，不過霍金斯卻選擇一同錄用了兩人，正當傑克與蘿莎對此感到興奮之際，傑克卻在暗中意外發現霍金斯似乎是個黑警。 客串：吉娜·葛森 飾演 梅蘭妮·霍金斯中尉 |             |                                    |                  |                                 |                |           |                       |
| 89 | 21          | 銀行劫案 The Bank Job              | 麥修·諾達拉      | 卡蘿·柯爾布                     | 2017年5月23日  | 421       | 1.78                  |
| 傑克與蘿莎通報霍爾特，計畫臥底擊垮霍金斯，因此他們假扮成黑警，欲取得霍金斯的信任。艾美、查爾斯與泰瑞懷疑吉娜懷孕，而吉娜在承認後，謊稱孩子的父親是某位名人，但後來發現原來吉娜的肚裡孩子的父親其實是查爾斯的表親米爾頓·波伊爾。霍金斯帶領傑克與蘿莎打算搶劫銀行，而傑克與蘿莎緊急向霍爾特請求支援，卻發現大家都被霍金斯擺了一道，而傑克與蘿莎也被陷害為黑警。 客串：傑森·曼薩凱斯 飾演 阿德利安·皮曼托、吉娜·葛森 飾演 梅蘭妮·霍金斯中尉、雷恩·菲利普 飾演 米爾頓·波伊爾 |             |                                    |                  |                                 |                |           |                       |
| 90 | 22          | Crime and Punishment               | 丹·戈爾          | 賈斯汀·諾寶 潔西卡·波倫斯基     | 2017年5月23日  | 422       | 1.50                  |
| 99分局同仁設法蒐集證據以證明傑克與蘿莎的清白，然而霍金斯卻總是早他們一步，使得情勢對傑克與蘿莎相當不利。傑克與艾美接觸曾和霍金斯合作的藍敦，希望有同樣遭遇的藍敦能夠幫助他們。認為已經沒有希望的蘿莎，打算潛逃出走，但在霍爾特動之以情下，蘿莎發覺自己仍放不下如家人般的99分局同仁。泰瑞與因壓力過大而外表老化的查爾斯一同向駭客們尋求協助，然而他們卻發現藍敦竟然是和霍金斯為一夥。由於藍敦在證人席上誣陷傑克與蘿莎，使得陪審團最終宣判兩人有罪。 客串：吉娜·葛森 飾演 梅蘭妮·霍金斯中尉、布蘭特·布利斯科 飾演 麥修·藍敦、史考特·奧克曼 飾演 格蘭迪斯、尤金·科戴洛 飾演 瘟疫、庫拉普·維雷薩克 飾演 夢靨 |             |                                    |                  |                                 |                |           |                       |

## 收視率
| 總集數 | 集數 | 標題               | 播出日期       | 收視／份額 （18–49歲） | 收視 （百萬） | DVR （18–49歲） | DVR收視 （百萬） | 加總 （18–49歲） | 總收視 （百萬） |
| ------ | ---- | ------------------ | -------------- | ---------------------- | ------------- | --------------- | ---------------- | ---------------- | --------------- |
| 69     | 1    | 珊瑚棕櫚（上）（Coral Palms Pt. 1） | 2016年9月20日  | 1.1/4                  | 2.39          | TBD             | 1.15             | TBD              | 3.54            |
| 70     | 2    | 珊瑚棕櫚（中）（Coral Palms Pt. 2） | 2016年9月27日  | 1.0/4                  | 2.34          | 0.6             | TBD              | 1.6              | TBD             |
| 71     | 3    | 珊瑚棕櫚（下）（Coral Palms Pt. 3） | 2016年10月4日  | 1.0/4                  | 2.40          | 0.6             | 1.02             | 1.6              | 3.42            |
| 72     | 4    | 夜班（The Night Shift）           | 2016年10月11日 | 0.9/3                  | 2.13          | 0.7             | 1.13             | 1.6              | 3.26            |
| 73     | 5    | 萬聖節怪客（Halloween IV）     | 2016年10月18日 | 0.9/3                  | 2.05          | 0.6             | TBD              | 1.5              | TBD             |
| 74     | 6    | 壁櫥裡的怪物（Monster in the Closet）   | 2016年11月15日 | 0.9/3                  | 2.18          | 0.6             | 1.02             | 1.5              | 3.20            |
| 75     | 7    | 艾美的老爸（Mr. Santiago）     | 2016年11月22日 | 0.9/3                  | 2.19          | 0.5             | 0.99             | 1.4              | 3.81            |
| 76     | 8    | 粉絲與偶像（Skyfire Cycle）     | 2016年11月29日 | 1.0/3                  | 2.34          | TBD             | TBD              | TBD              | TBD             |
| 77     | 9    | 做過頭（The Overmining）         | 2016年12月6日  | 1.0/4                  | 2.31          | 0.6             | 1.01             | 1.6              | 3.32            |
| 78     | 10   | 拉脫維亞隊長（Captain Latvia）   | 2016年12月13日 | 0.9/4                  | 2.15          | 0.6             | 0.92             | 1.5              | 3.07            |
| 79     | 11   | 逃亡者（上）（The Fugitive Pt. 1）   | 2017年1月1日   | 1.3/4                  | 3.49          | TBD             | TBD              | TBD              | TBD             |
| 80     | 12   | 逃亡者（下）（The Fugitive Pt. 2）   | 2017年1月1日   | 1.3/4                  | 3.49          | TBD             | TBD              | TBD              | TBD             |
| 81     | 13   | 稽查（The Audit）           | 2017年4月11日  | 0.7/3                  | 1.91          | 0.5             | 0.95             | 1.2              | 2.86            |
| 82     | 14   | （）               | 2017年4月18日  | 0.7/3                  | 1.91          | 0.5             | 0.86             | 1.2              | 2.77            |
| 83     | 15   | 最後一搏（The Last Ride）       | 2017年4月25日  | 0.7/3                  | 1.88          | TBD             | TBD              | TBD              | TBD             |
| 84     | 16   | 小被被（Moo Moo）         | 2017年5月2日   | 0.6/3                  | 1.72          | 0.5             | TBD              | 1.1              | TBD             |
| 85     | 17   | 知法犯法（Cop-Con）       | 2017年5月9日   | 0.7/3                  | 1.79          | TBD             | TBD              | TBD              | TBD             |
| 86     | 18   | 尋找艾美（Chasing Amy）       | 2017年5月9日   | 0.6/2                  | 1.44          | 0.5             | 0.96             | 1.1              | 2.39            |
| 87     | 19   | 法官大人（Your Honor）       | 2017年5月16日  | 0.7/3                  | 1.65          | TBD             | TBD              | TBD              | TBD             |
| 88     | 20   | 屠殺場（The Slaughterhouse）         | 2017年5月16日  | 0.6/3                  | 1.37          | 0.4             | 0.78             | 1.0              | 2.14            |
| 89     | 21   | 銀行劫案（The Bank Job）       | 2017年5月23日  | 0.7/3                  | 1.78          | 0.4             | 0.89             | 1.1              | 2.67            |
| 90     | 22   | （）               | 2017年5月23日  | 0.6/2                  | 1.50          | 0.5             | 0.91             | 1.1              | 2.41            |
| 平均   | 平均 | 平均               | 平均           | 0.8                    | 2.11          | 0.6             | 0.97             | 1.4              | 3.02            |

## 評價
本劇獲得電視評論家好評，於爛番茄整合的評論中，本季獲得了100%新鮮度、7.67/10分（6位評論家）。
評論家前十大電視節目排名
- No. 6　CinemaBlend（蘿拉·赫利）
- No. 6　CinemaBlend（潔西卡·勞登）

## 獎項
| 年度 | 大獎                 | 獎項                                   | 提名者                         | 結果 |
| ---- | -------------------- | -------------------------------------- | ------------------------------ | ---- |
| 2017 | 人民選擇獎           | 最喜愛喜劇類電視男演員獎               | 安迪·山伯格                    | 提名 |
| 2017 | 黑膠卷電視獎         | 喜劇類影集最佳男配角獎                 | 安德魯·布瑞格                  | 提名 |
| 2017 | GLAAD媒體獎          | 最佳喜劇類影集獎                       | 最佳喜劇類影集獎               | 提名 |
| 2017 | 青少年選擇獎         | 電視選擇獎：喜劇類                     | 電視選擇獎：喜劇類             | 提名 |
| 2017 | 青少年選擇獎         | 電視選擇獎：喜劇類男演員               | 安迪·山伯格                    | 提名 |
| 2017 | 形象獎               | 最佳黃金時段電視節目獎－喜劇類         | 最佳黃金時段電視節目獎－喜劇類 | 提名 |
| 2017 | 在線電影與電視協會獎 | 喜劇類影集最佳男演員獎                 | 安迪·山伯格                    | 提名 |
| 2017 | 在線電影與電視協會獎 | 喜劇類影集最佳男配角獎                 | 安德魯·布瑞格                  | 提名 |
| 2017 | 在線電影與電視協會獎 | 喜劇類影集最佳客串男演員獎             | 傑森·曼薩凱斯                  | 提名 |
| 2017 | 創意藝術艾美獎       | 最佳喜劇類影集或綜藝節目特效獎         | 最佳喜劇類影集或綜藝節目特效獎 | 提名 |
| 2018 | 金捲軸獎             | 最佳音效剪輯成就獎－30分鐘以下真人作品 | 集數：逃亡者                   | 提名 |

## 備註
1. ↑  Diva譯名，Netflix翻譯為「珊瑚棕櫚（一）」。
2. ↑  Diva譯名，Netflix翻譯為「珊瑚棕櫚（二）」。
3. ↑  Diva譯名，Netflix翻譯為「珊瑚棕櫚（三）」。
4. ↑  Diva譯名，臺灣Netflix翻譯為「值夜班」。
5. ↑  Diva譯名，Netflix翻譯為。
6. ↑  Diva譯名，Netflix翻譯為。
7. ↑  Diva譯名，Netflix翻譯為「聖蒂亞可先生」。
8. ↑  Diva譯名，Netflix翻譯為「天火」。
9. ↑  Diva譯名，Netflix翻譯為。
10. ↑  Diva譯名，Netflix翻譯為「逃犯（一）」。
11. ↑  Diva譯名，Netflix翻譯為「逃犯（二）」。
12. ↑  Diva譯名，Netflix翻譯為。
13. ↑  Diva譯名，Netflix翻譯為。
14. ↑  Netflix譯名，Diva翻譯為「睡衣」，但劇中的哞哞並非睡衣而是孩童的小被被。
15. ↑  Diva譯名，Netflix翻譯為。
16. ↑  Netflix譯名，Diva翻譯為「追擊艾美」，但追擊一詞本意與劇情並不相符。
17. ↑  Diva譯名，臺灣Netflix翻譯為「法官大人好」。
18. ↑  Diva譯名，Netflix翻譯為「屠宰場」。
19. ↑  Diva譯名，Netflix翻譯為「搶銀行」。

## 外部連結
- 官方网站
- 《《荒唐分局》》各集列表 来自互联网电影数据库